# Коммуникационная сложность
Коммуникационная сложность изучает количество коммуникации, необходимое для решения задачи, параметры которой распределены между двумя или более сторонами.  Это понятие было введено Эндрю Яо в 1979 году, который исследовал следующую задачу для двух участников, традиционно называемых Алисой и Бобом.  Алиса получает n-битную строку x, а Bob — n-битную строку y, и их цель состоит в том, чтобы один из них (например, Боб) вычислил определенную и известную обоим участникам функцию {\displaystyle f(x,y)}, при этом с наименьшим количеством коммуникации между ними.  Конечно, они всегда могут вычислить {\displaystyle f(x,y)} следующим образом: Алиса отправляет всю свою n-битную строку Бобу, который затем вычисляет функцию {\displaystyle f(x,y)}. Поэтому в данной постановке задачи интересно, для каких функций f существует способ вычислить {\displaystyle f(x,y)} передав менее n битов. Важное отметить, что в данной задаче нас не интересует сложность вычислений, выполненных Алисой или Бобом, или размер используемой для этих вычислений памяти. 
Эта абстрактная проблема с двумя участниками (называемая коммуникационной сложностью с двумя участниками) и ее общая форма с большим количеством участников возникает в различных областях компьютерных наук: например, при проектировании больших интегральных схем требуется минимизировать используемую энергию, путём уменьшения количества электрических сигналов между различными компонентами во время распределенных вычислений.  Коммуникационная сложность используется также при изучении структур данных и алгоритмов, при оптимизации компьютерных сетей, в теории вычислительной сложности и сложности доказательств и в других областях.

## Формальное определение
Пусть изначально задана некоторая функция {\displaystyle f:X\times Y\to Z}, где в наиболее типичной постановке {\displaystyle X=Y=\{0,1\}^{n},Z=\{0,1\}}. Алиса получает элемент {\displaystyle x\in X}, Боб получает {\displaystyle y\in Y}. Обмениваясь друг с другом сообщениями по одному биту (используя некоторый заранее определённый протокол связи), Алиса и Боб хотят вычислить значение {\displaystyle z=f(x,y)} так, чтобы в конце общения хотя бы один из них знал значение {\displaystyle z}.
Коммуникационная сложность вычисления функции {\displaystyle f}, обозначается {\displaystyle D(f)}, определяется как минимальное количество бит коммуникации, которого достаточно для решения поставленной задачи в худшем случае (то есть этого количества битов должно быть достаточно для любой пары {\displaystyle x,y}).
Опираясь на это определение удобно думать о функции f, как о функции, заданной матрицей A, в которой строки индексированы элементами {\displaystyle x\in X}, а столбцы, соответственно, элементами {\displaystyle y\in Y}. В каждой ячейке этой матрицы, индексированной элементами x и y, записано соответствующее значение f, то есть {\displaystyle A_{\mathrm {x,y} }=f(x,y)}. Алиса и Боб знают функцию f, а следовательно знают матрицу A. Далее, Алисе выдаётся номер строчки x, а Бобу — номер столбца y, и их задача — определить значение, записанное в соответствующей ячейке. Поэтому, если в какой-то момент один из игроков будет знать одновременно и номер столбца и номер строчки, то он будет знать и значение в соответствующей ячейке. В начале коммуникации каждый игрок ничего не знает про номер другого игрока, поэтому с точки зрения Алисы ответом может быть любое значение в строчке с номером x, а с точки зрения Боба — любое значение в столбце y. В процессе коммуникации с каждым переданным битом появляется новая информация, которая позволяет игрокам отсекать часть возможных ячеек. Например, если в какой-то момент Алиса передаёт бит b, то с точки зрения Боба все возможные к этому моменту входы Алисы делятся на два множества: те, для которых Алиса послала бы {\displaystyle b=0}, и те, для которых Алиса послала бы {\displaystyle b=1}. Зная значение бита b Боб отсекает часть возможных входов Алисы и таким образом сужает множество возможных с его точки зрения ячеек. При этом с точки зрения внешнего наблюдателя после каждого сообщения сужается либо множество возможных строк, либо множество возможных столбцов, и таким образом множество возможных ячеек сужается на некоторую подматрицу матрицы A.
Более формально, будем называть множество {\displaystyle R\subseteq X\times Y} называется (комбинаторным) прямоугольником, если из того, {\displaystyle (x_{1},y_{1})\in R} и {\displaystyle (x_{2},y_{2})\in R}, следует, что {\displaystyle (x_{1},y_{2})\in R} и {\displaystyle (x_{2},y_{1})\in R}. Тогда каждая подматрица матрицы A ассоциируется с комбинаторными прямоугольником R, таким что {\displaystyle R=M\times N}, где {\displaystyle M\subseteq X} и {\displaystyle N\subseteq Y}. Теперь рассмотрим ситуацию, когда между участниками уже передано k битов. Пусть эти первые k битов задаются строкой {\displaystyle h\in \{0,1\}^{k}}. Тогда можно определить множество пар входов {\displaystyle T_{\mathrm {h} }\subseteq X\times Y}, на которых первые k равны {\displaystyle h}
{\displaystyle T_{\mathrm {h} }=\{(x,y):k}-бит коммуникации на входах {\displaystyle (x,y)} равен {\displaystyle h\}}
Тогда {\displaystyle T_{\mathrm {h} }} является комбинаторным прямоугольником, то есть задаёт подматрицу матрицы A.

### Пример: функция EQ
Пусть {\displaystyle X=Y=\{0,1\}^{n},Z=\{0,1\}}. Рассмотрим задачу, в которой Алиса и Боб хотят определить, даны ли им одинаковые строки, то есть они хотят проверить, что {\displaystyle x=y}. Несложно показать, что для решения этой задачи проверки равенства (EQ) потребуется передать n битов в худшем случае, если мы хотим быть научиться отвечать на этот вопрос точно для всех возможных пар x и y.
Для случая {\displaystyle n=3} строки x и y состоят из трёх битов. Функция равенства в этом случае определяется следующей матрицей, в которой строки индексированы входами Алисы, а строчки — входами Боба.
| EQ  | 000 | 001 | 010 | 011 | 100 | 101 | 110 | 111 |
| --- | --- | --- | --- | --- | --- | --- | --- | --- |
| 000 | 1   | 0   | 0   | 0   | 0   | 0   | 0   | 0   |
| 001 | 0   | 1   | 0   | 0   | 0   | 0   | 0   | 0   |
| 010 | 0   | 0   | 1   | 0   | 0   | 0   | 0   | 0   |
| 011 | 0   | 0   | 0   | 1   | 0   | 0   | 0   | 0   |
| 100 | 0   | 0   | 0   | 0   | 1   | 0   | 0   | 0   |
| 101 | 0   | 0   | 0   | 0   | 0   | 1   | 0   | 0   |
| 110 | 0   | 0   | 0   | 0   | 0   | 0   | 1   | 0   |
| 111 | 0   | 0   | 0   | 0   | 0   | 0   | 0   | 1   |

Как мы видим, функция {\displaystyle EQ} равна 1 только в ячейках, где x равно y (то есть, на диагонали).

### Теорема: D(EQ) = n
Доказательство. Предположим, что {\displaystyle D(EQ)\leq n-1}, то есть существует протокол, который решает задачу проверки равенства для всех пар битовых строк длины n, передавая при этом не более {\displaystyle n-1} бита. Давайте для каждой возможной пары одинаковых строк {\displaystyle (x,x)} (для них {\displaystyle EQ(x,x)=1}) выпишем в строчку все биты, которые пересылались в протоколе. Всего таких различных пар {\displaystyle (x,x)} ровно {\displaystyle 2^{n}}, а различных битовых строк длины не более {\displaystyle n-1} всего {\displaystyle 2+4+\dotsb +2^{n-1}=2^{n}-2<2^{n}}. По принципу Дирихле найдутся две пары {\displaystyle (x,x)} и {\displaystyle (x',x')}, для которых получились одинаковые строки, то есть в протоколе пересылались одни и те же биты. Так как множество пар строк, для которых пересылались одинаковые биты, задаёт прямоугольник, то {\displaystyle EQ(x,x')} и {\displaystyle EQ(x',x)} тоже должны быть равны 1, что противоречит тому, что {\displaystyle x\neq x'}. Следовательно наше предположение неверно, а значит {\displaystyle D(EQ)>n-1}
Другими словами, если {\displaystyle D(EQ)} меньше n, то мы должны уметь покрыть все единички матрицы EQ при помощи менее {\displaystyle 2^{n}} одноцветных прямоугольников (все ячейки которых помечены единицами). Однако, в матрице EQ ровно {\displaystyle 2^{n}} единичек, и никакие две не могут лежать в одном одноцветном прямоугольнике, так как тогда в этот прямоугольник неизбежно попадую ячейки помеченные нулями. Поэтому, такого покрытия не существует, а значит {\displaystyle D(EQ)} как минимум n.